# Last Days (film, 2025)
Pour les articles homonymes, voir Last Days.
Pour plus de détails, voir Fiche technique et Distribution.
Last Days est un film américain réalisé par Justin Lin et dont la sortie est prévue en 2025. Il s'agit d'une adaptation de l'article The Last Days of John Allen Chau écrit par Alex Perry et racontant l'histoire de John Allen Chau (en).
Il sera présenté au festival du film de Sundance 2025.

## Synopsis
John Allen Chau (en) est un jeune missionnaire chrétien idéaliste. Ce Sino-Américain, convaincu de prêcher la bonne parole et d'avoir été “choisi”, souhaite entrer en contact avec les Sentinelles, une tribu isolée vivant sur l'île de North Sentinel dans l'océan Indien, pour les évangéliser,.

## Fiche technique
Sauf indication contraire, les informations mentionnées dans cette section peuvent être confirmées par la base de données cinématographiques IMDb,  présente dans la section « Liens externes ».
- Titre original : Last Days
- Réalisation : Justin Lin

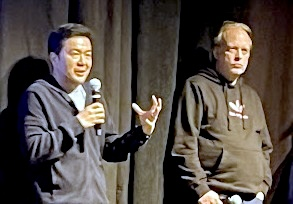
Justin Lin & Oliver Bokelberg (Sundance Film Festival 2025)

- Scénario : Ben Ripley, d'après l'article The Last Days of John Allen Chau d'Alex Perry
- Musique : Nathan Alexander
- Décors : Jan Roelfs
- Costumes : Dipika Lal et Anirudh Singh
- Photographie : Oliver Bokelberg
- Montage : Dylan Highsmith
- Production : Sal Gatdula, Ellen Goldsmith-Vein, Justin Lin, Andrew Schneider et Clayton Townsend
- Sociétés de production : Perfect Storm Entertainment, Outside Magazine, Gotham Group (en) et Brillstein Entertainment Partners
- Société(s) de distribution : N/A
- Budget : N/A
- Pays de production :  États-Unis
- Langue originale : anglais
- Format : couleur
- Genre : drame biographique
- Dates de sortie[3] :
  - États-Unis : janvier 2025 (festival de Sundance) Date sujette à modification

## Distribution
- Sky Yang : John Allen Chau (en)
- Radhika Apte
- Naveen Andrews
- Apinderdeep Singh
- Ali Fardi
- Ken Leung
- Toby Wallace
- Ciara Bravo
- Claire Price
- Dieudonné Ngabo
- Marny Kennedy
- Mridul Das

## Production

### Genèse et développement
En février 2023, Justin Lin est annoncé à la réalisation d'un film dont le scénario s'inspire d'un article publié en 2019 dans Outside Magazine, The Last Days of John Allen Chau, écrit par Alex Perry. Il est adapté en scénario par Ben Ripley (en),. Le projet est développé par The Gotham Group. Justin Lin participe également à la production, aux côtés d'Andrew Schneider, Sal Gatdula, Ellen Goldsmith-Vein, Eric Robinson et Clayton Townsend. Sky Yang est annoncé dans le rôle principal en juin 2023.
En mai 2024, Radhika Apte, Naveen Andrews, Ken Leung, Toby Wallace, Ciara Bravo, Claire Price, Dieudonné Ngabo ou encore Marny Kennedy rejoignent à leur tour le film,,.

### Tournage
Le tournage débute en mai 2024 en Thaïlande,,.

## Sortie et accueil
En décembre 2024, il est annoncé que le film sera présenté au festival du film de Sundance 2025.